# Vòng tròn đồng ruộng

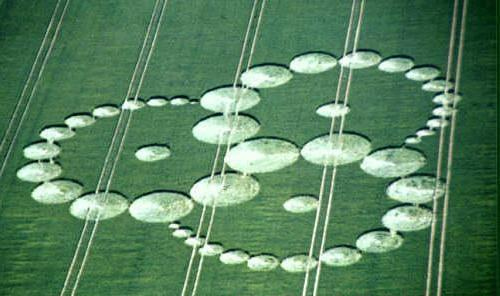
Một vòng tròn đồng ruộng.

Vòng tròn đồng ruộng (tiếng Anh: Crop circle) là một khu vực trồng ngũ cốc hay cây trồng nói chung bị san phẳng một cách có hệ thống thành nhiều mẫu hình học khác nhau. Dù nhiều chuyên gia tự phong quy nguyên nhân cho những hiện tượng thiên nhiên huyền bí hay người ngoài hành tinh, có sự đồng thuận khoa học rằng hầu như tất cả các trường hợp là do con người. Tuy nhiên hầu như không có nghiên cứu khoa học nghiêm túc nào về hiện tượng này. Chỉ có ba bài báo có bình duyệt được đăng, hai trong số đó là của TS Levengood, ủng hộ giả thuyết phi nhân tạo. Năm 1991, Bower và Chorley tuyên bố là tác giả của nhiều vòng trong khắp nước Anh và một trong những vòng tròn của họ đã được chứng nhận là không thể tạo ra bởi con người bởi một nhà điều tra vòng tròn trước các nhà báo.

## Lịch sử
Hiện tượng vòng tròn đồng ruộng được ghi nhận sớm trong lịch sử, bức tranh khắc gỗ "Mowing-Devil" vào thế kỷ 14, miêu tả một kẻ kỳ lạ đang tạo nên vòng tròn trên cánh đồng ngô.

#### Bower và Chorley
Năm 1991, Doug Bower và Dave Chorley đã nổi tiếng khi tự thú nhận đã khởi động hiện tượng này năm 1978 bằng những công cụ đơn giản bao gồm một tấm ván gỗ, dây thừng, và một chiếc mũ bóng chày đựng một cuộn dây để giúp họ đi thẳng. Để chứng minh, họ tạo một vòng tròn trước mặt các nhà báo; một "cereologist" (người cổ vũ cách lý giải siêu nhiên), Pat Delgado, đã nghiên cứu vòng tròn và xác định nó là thật trước khi người ta bật mí nó là một trò lừa. Lấy cảm hứng từ những câu chuyện về vòng tròn đồng ruộng ở Úc từ 1966, Bower và Chorley nói họ chịu trách nhiệm cho tất cả các vòng tròn trước 1987 và hơn 200 cái trong khoảng 1978-1991 (với khoảng 1000 cái khác không phải của họ). Sau tuyên bố của họ, hai người trình diễn việc tạo ra một vòng tròn đồng ruộng. Theo giáo sư Richard Taylor, "những hình họ vẽ đã truyền cảm hứng cho lan sóng thứ hai của những nghệ sĩ đồng ruộng. Hoàn toàn không xẹp xuống, các vòng tròn đồng ruộng tiến triển thành một hiện tượng quốc tế, với hàng trăm hình vẽ phức tạp xuất hiện hàng năm khắp địa cầu."
Tạp chí Smithsonian viết:
Từ khi các vòng tròn của Bower và Chorley xuất hiện, các thiết kế hình học đã tăng tiến về quy mô và độ phức tạp, khi mỗi năm những nhóm vô danh đặt bẫy những du khách New Age.